# Prignac-en-Médoc
Prignac-en-Médoc foi uma comuna francesa na região administrativa da Nova Aquitânia, no departamento da Gironda. Estendia-se por uma área de 7,35 km². Em 2010 a comuna tinha 232 habitantes (densidade: 31,6 hab./km²).
Em 1 de janeiro de 2019, passou a formar parte da nova comuna de Blaignan-Prignac.